# Santo Antônio do Monte
Santo Antônio do Monte (amtlich portugiesisch Município de Santo Antônio do Monte, als Samonte bekannt) ist eine Kleinstadt im brasilianischen Bundesstaat Minas Gerais. Die Einwohnerzahl betrug laut der Volkszählung von 2010 des Instituto Brasileiro de Geografia e Estatística (IBGE) 25.975 Einwohner, die Santo-Antonienser oder Samonter genannt werden. Die Einwohnerschätzung des IBGE vom 1. Juli 2019 beläuft sich auf 28.243 Bewohner bei einer Fläche von 1.125,78 km². Der Ort ist 194 Kilometer von der Hauptstadt Belo Horizonte entfernt. Sie steht an 127. Stelle der 853 Munizips des Bundesstaats.

## Nachbargemeinden
|                | Bom Despacho                                | Arújos, Nova Serrana             |
| Lagoa da Prata | Kompassrose, die auf Nachbargemeinden zeigt | São Gonçalo do Pará, Divinópolis |
| Itapecerica    | Formiga                                     | Arcos                            |

## Geschichte
Die Gegend des heutigen Santo Antônio do Monte wurde im 18. Jahrhundert von Portugiesen, vorwiegend von den Azoren, besiedelt, die zunächst in Pitangui eine Heimat fanden.

## Stadtverwaltung
Die Exekutive liegt bei der Stadtpräfektur. Stadtpräfekt war seit der Kommunalwahl 2012 Wilmar de Oliveira Filho von dem Partido da Social Democracia Brasileira (PSDB) für die Amtszeit 2013 bis 2016. Bei der Kommunalwahl 2016 wurde für die Amtszeit 2017 bis 2020 Edmilson Aparecido da Costa, bekannt als „Dinho do Bráz“, des Partido da Social Democracia Brasileira (PSDB) gewählt.
Die Legislative liegt bei der Câmara Municipal aus 11 Stadträten.
Von 25 benannten Stadtteilen sind die bairros Dom Bosco, São José und São Lucas am dichtesten bevölkert.

## Wirtschaft
Hauptwirtschaftszweig ist die Produktion von Feuerwerkskörpern.

## Söhne und Töchter der Stadt
- José de Magalhães Pinto (1909–1996), Politiker
- Rodolfo Leite de Oliveira (* 1928), Politiker
- Otávio Rodrigues de Oliveira (1962–2000), fünffacher Mörder
- Válter Júnior (* 1968), Sänger und Komponist religiöser Popmusik